# Deutsch-sowjetische Siegesparade in Brest-Litowsk

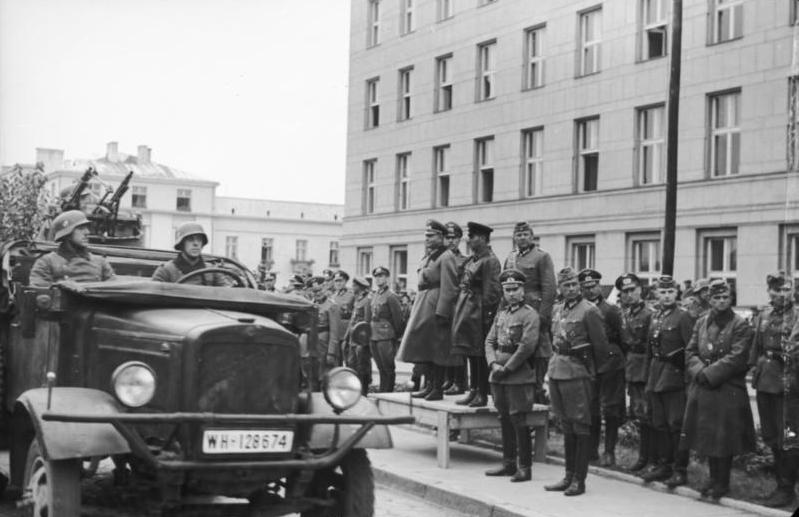
Guderian, Kriwoschein und Mauritz von Wiktorin inspizieren Truppen während der Übergabe von Brest-Litowsk an die Rote Armee

Die deutsch-sowjetische Siegesparade in Brest-Litowsk (russisch Парад вермахта перед частями РККА в Бресте) war eine Militärparade am 22. September 1939 anlässlich des Abzugs der deutschen Truppen. Die Bilder der Parade markieren die Teilung Polens zwischen dem NS-Staat und der Sowjetunion auf der Grundlage des Hitler-Stalin-Pakts.

## Geschichte

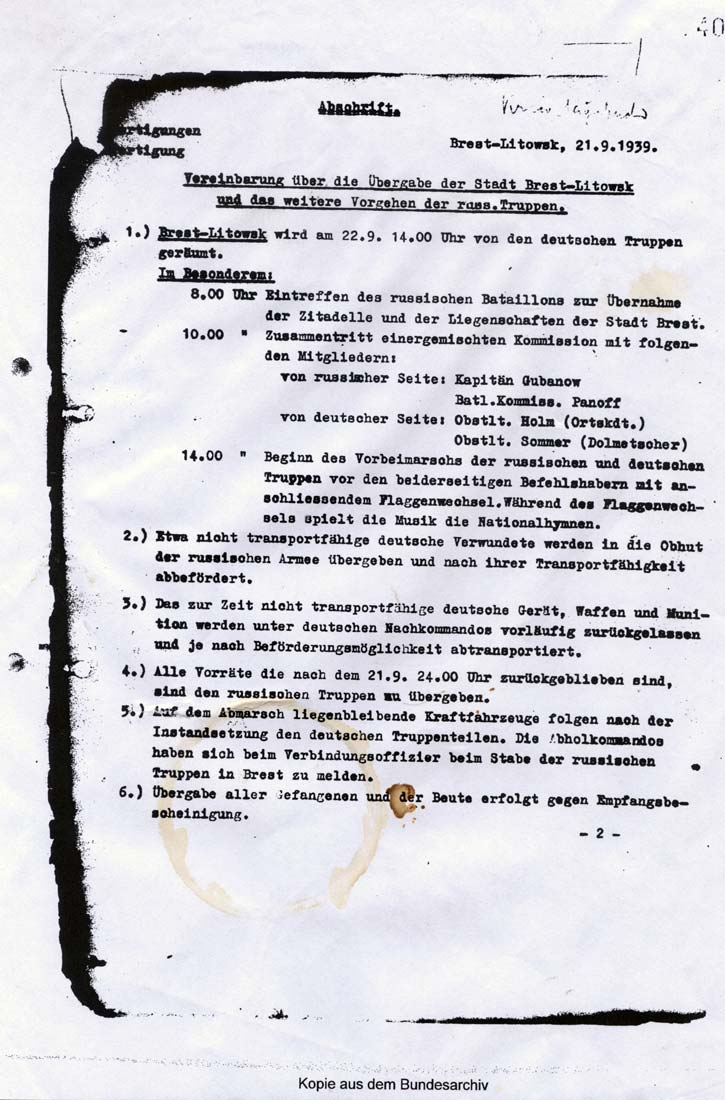
Vereinbarung zu Abzugsmodalitäten vom 21. September 1939

Im zweiten Punkt des geheimen Zusatzprotokolls des deutsch-sowjetischen Nichtangriffspakts wurde eine Demarkationslinie festgelegt, an der sich Brest-Litowsk befand. Die Stadt hatte für Josef Stalin eine große Bedeutung, weil der deutsch-sowjetische Friedensvertrag des Ersten Weltkriegs dort unterzeichnet wurde.
Während der Schlacht um Warschau deckte Heinz Guderians XIX. Armeekorps die 3. Armee von rechts, bis die Rote Armee ankam. Nachdem es die Nachricht der Überquerung der Grenze durch die Rote Armee erhalten hatte, gab das deutsche Kommando den Befehl seine Truppen an der Demarkationslinie zu stoppen. Die Belagerung von Brest-Litowsk wurde von den Deutschen begonnen und von der Roten Armee vollendet. Guderian glaubte, dass Brest-Litowsk auf Dauer unter deutscher Besatzung bleiben würde. Er wurde aber vom Auswärtigen Amt angewiesen, die Stadt bis zum 22. September zu räumen und den sowjetischen Truppen zu übergeben. Laut Guderian war der Abzug von der Brester Festung so „hastig, dass wir nicht ein mal all unsere Verwundeten transportieren und all unsere beschädigten Panzer wiedererlangen konnten.“ Anschließend kam es zu einer gemeinsamen deutsch-russischen Parade, welche die deutsche Übergabe Brest-Litowsks und der Brester Festung an die sowjetischen Panzerdivisionen markierte. Guderian und Semjon Kriwoschein, der Leiter der leichten Panzerbrigade, nahmen die Parade ab, standen auf einer improvisierten niedrigen Plattform und schüttelten Hände. Sie konnten beide Französisch sprechen und sich so unterhalten.
Die Offiziere beider Armeen vereinbarten, wie die Demarkationslinie etabliert werden sollte und welche Musik die Militärmusikdienste spielen sollten. Hinter den Kulissen gab es Verhandlungen über die Auslieferung deutscher und österreichischer Kommunisten, die nach der Machtergreifung in die Sowjetunion geflüchtet waren. Ein Willkommensbogen mit dem Hammer-und-Sichel-Symbol und zwei Hakenkreuzen wurde errichtet. Auf der Parade fuhren Motorräder, mit Blumen geschmückte Panzer und Mannschaftstransportwagen. Soldaten der Wehrmacht und der Roten Armee marschierten in Kolonnen. Der sowjetische Militärmusikdienst spielte die Internationale und die Hymne der Sowjetunion. Der deutsche Militärmusikdienst spielte Erika und das Horst-Wessel-Lied. Deutsche und sowjetische Offiziere salutierten vor der Hakenkreuzflagge. Sowjetische Soldaten zeigten den Hitlergruß. Ein Grenzstein wurde gesetzt, der die Sowjetunion und die von Deutschland besetzte Zone voneinander trennte. Als der letzte Panzer vorbeigefahren war, hielt Guderian eine kurze Rede und befahl das Einholen der Hakenkreuzflagge, die durch die Hammer und Sichel-Flagge ersetzt wurde. Während der Parade haben die beiden Seiten sich um die Kriegsbeute der Stadt gestritten.
Kurz darauf tauschten das NKWD und die Gestapo Gefangene aus. Kriwoschein hat auf Geheiß des Kreml dutzende deutsche Kommunisten, darunter viele Juden, ausgehändigt.
Nachdem der SMERSch während der Schlacht um Berlin in deutschen Unterlagen Bilder von Kriwoschein bei der Parade gefunden hatte, verhörte er ihn. Kriwoschein beteuerte, er habe keine geheimen Kontakte zu Guderian gehabt. Er habe ihm versprochen, als Gast nach Berlin zu kommen.

## Rezeption

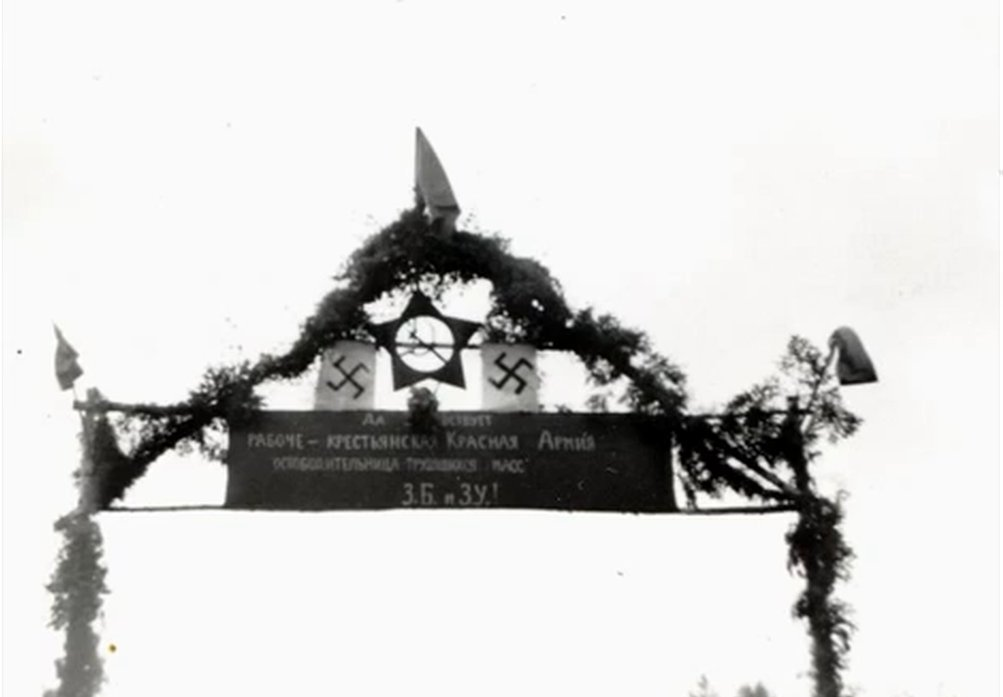
Willkommensbogen mit dem Hammer und Sichel-Symbol und zwei Hakenkreuzen

Die Parade wurde mit deutschen Kameras aufgenommen und in der deutschen Wochenschau sowie vom Reichsministerium für Volksaufklärung und Propaganda (Kurt Frowein) gefeiert. In der sowjetischen Presse wurde die Parade ignoriert.
Für die deutsche Regierung sollte die gemeinsame Parade den Westalliierten das positive Verhältnis zwischen dem NS-Staat und der Sowjetunion darstellen und die Gefahr eines bevorstehenden Zweifrontenkrieges für Deutschland bestreiten.
Laut Samuel Ziegelbaum, einem Mitglied des polnischen Nationalrats, hat die Bevölkerung von Brest-Litowsk, besonders die Juden, entgeistert reagiert.
Laut einem Editorial der New York Times dienten die sowjetischen Kommandeure als „Hyäne für den deutschen Löwen.“
Die Deutschen waren von der russischen Disziplin und Ausrüstung nicht beeindruckt. Dieser Eindruck trug zu ihrer Unterschätzung der russischen Armee in den folgenden zwei Jahren bei.
Laut Guderian war es für die Deutschen unvorteilhaft, Brest-Litowsk aufzugeben, weil sie das dortige Öl brauchten, um die bei der Eroberung Galiziens erlittenen Verluste zu lindern.
Einige russische Historiker und Beamten sprachen nicht von einer Parade, sondern von einem „feierlichen Marsch“ oder einer „zeremoniellen Prozession.“ Wladimir Medinski nannte die Parade einen „offiziellen Rückzug der deutschen Truppen unter der Aufsicht sowjetischer Offiziere.“ Der deutsche Historiker Dan Diner weist darauf hin, dass es kein gemeinsames Defilee gegeben habe, sondern auf den Bildern nur der Vorbeimarsch deutscher motorisierter Verbände zu erkennen sei. Die von deutschen Militärfotografen gemachten Bilder ergäben nur in der propagandistisch kommentierten Gesamtschau das Bild einer gemeinsamen „Siegesparade“. Ein Bild das Goebbels benötigte, um die deutsche Bevölkerung zu beruhigen, dass sich keine Auseinandersetzung mit Russland oder ein Zweifrontenkrieg ankündige.